# Rundschau-Haus

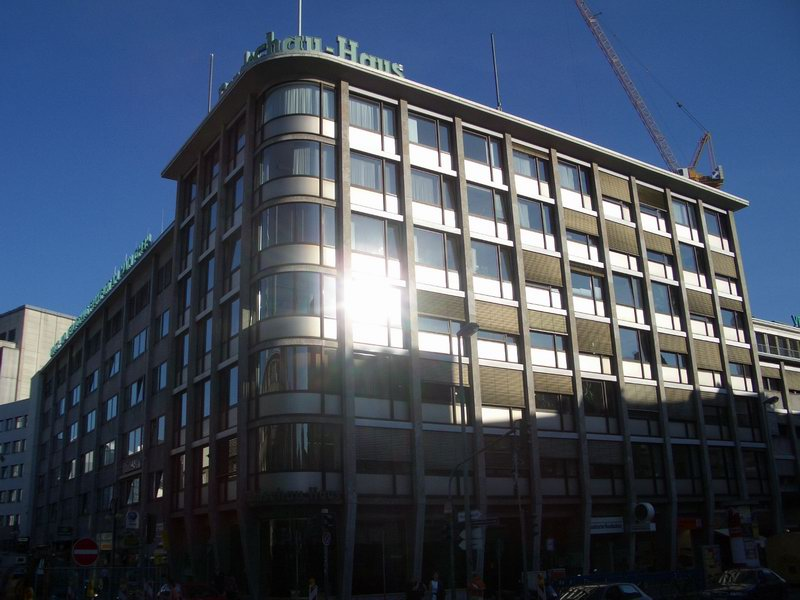
Das ehemalige Rundschau-Haus.

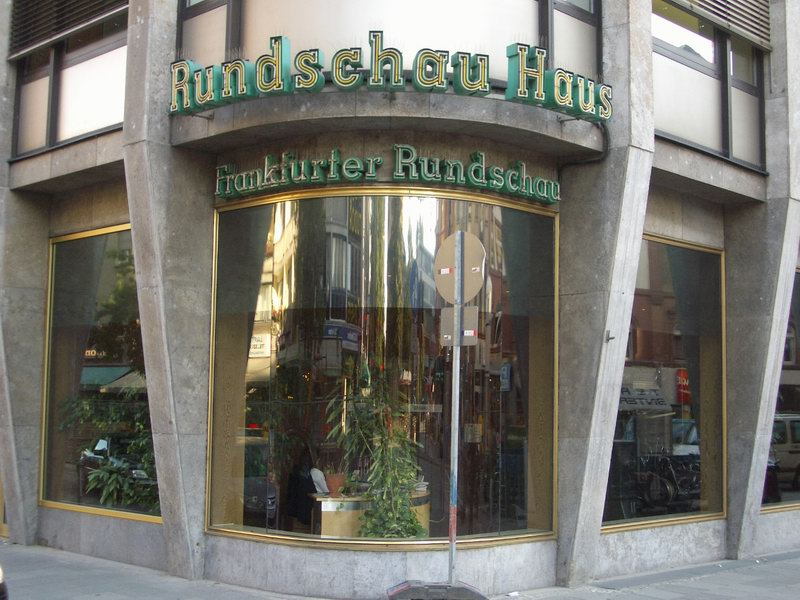
Detail: Die Stahlbetonstützen der Konstruktion traten an der Fassade als Risalite hervor und waren im Erdgeschoss des Eckgebäudes nach innen gezogen, wodurch auch aus der Fußgängerperspektive eine interessante Raumwirkung entstand.

Das Verlagshaus der Frankfurter Rundschau war einer der bekanntesten Bauten der 1950er-Jahre in der Innenstadt von Frankfurt am Main. Es wurde 2006 abgerissen.
Das Gebäude befand sich an der Ecke Große Eschenheimer Straße und Stiftstraße, unmittelbar am Eschenheimer Tor in der Nähe der Einkaufsmeile Zeil. Es war bis Juli 2005 Sitz der Redaktion der überregionalen Tageszeitung Frankfurter Rundschau und deren Verlegerin, der Druck- und Verlagshaus Frankfurt am Main GmbH.
Das sogenannte Rundschau-Haus entstand 1953 nach Plänen von Wilhelm Berentzen (1898–1984), der in Frankfurt außerdem das Junior-Haus am Kaiserplatz (1951) entwarf. Es bestand im Wesentlichen aus drei Bauteilen:
- Einem fünfgeschossigen (das oberste Stockwerk ist leicht zurückgesetzt), dem geschwungenen Straßenverlauf folgenden Bürogebäude mit geringer Tiefe an der Großen Eschenheimer Straße. In den Obergeschossen befanden sich Redaktionsräume, im Erdgeschoss Ladengeschäfte und die Rundschau-Apotheke;
- dem sechsgeschossigen Druckhaus an der Stiftstraße, dem gemäß seiner industriellen Nutzung am wenigsten repräsentativen der drei Baukörper. In ihm befand sich der Rundschau-Kiosk, der in den Zeiten vor Einführung des Internets jeden frühen Freitagmorgen das Ziel zahlreicher Wohnungssuchender war, weil er als erster Kiosk der Stadt die druckfrische Freitags-Rundschau mit den Wohnungsanzeigen verkaufte;
- sowie dem eleganten, siebengeschossigen Eckgebäude direkt am Eschenheimer Tor. Auffallend war die großflächige Verglasung und die großzügige Rundung der Gebäudeecke, der auch die Verglasung folgt. Im Erdgeschoss befand sich der Haupteingang des Komplexes sowie das öffentlich zugängliche Archiv der Zeitung. Das Eckgebäude wurde von einem auskragenden, äußerst dünnen Flachdach bekrönt. Auf dem Dach befand sich eine kleine Wohnung, welche u. a. der damalige Karikaturist Felix Mussil nutzte.[1]

Das Rundschau-Haus war Teil eines bedeutenden ehemaligen Ensembles urbaner Nachkriegsarchitektur am Eschenheimer Tor. Nördlich des Gebäudes, an der Ostseite des Eschenheimer Tors, steht das Bayer-Haus (1952), das ebenfalls ein markantes, weit auskragendes Flachdach besitzt. Südlich, in der Großen Eschenheimer Straße und direkt an das Rundschau-Haus angrenzend, stand das 1956 fertiggestellte, 69 Meter hohe Fernmeldehochhaus der Deutschen Telekom, das 2004 trotz Denkmalschutz abgerissen wurde, um dem Großbauprojekt Palaisquartier Platz zu machen. Hier entstanden bis 2011 ein großes Einkaufszentrum, zwei Hochhäuser sowie die Rekonstruktion des ehemaligen Palais Thurn und Taxis.
Auch das Rundschau-Haus wurde bis Mitte Mai 2006 komplett abgerissen, nachdem der finanziell angeschlagene Zeitungsverlag das Grundstück verkauft hatte. Nach dem Abriss diente das Grundstück zunächst der Baustellenlogistik des Palaisquartiers und sollte danach bis 2010 neu bebaut werden, wobei die charakteristische „runde Ecke“ des ehemaligen Rundschau-Hauses auch bei dem Neubau aufgenommen werden sollte. Die Pläne wurden jedoch nicht realisiert. Ende 2014 wurde das Grundstück vom Projektentwickler STRABAG Real Estate erworben. Aus einem Architektenwettbewerb ging ein Entwurf von Hadi Teherani als Sieger hervor. Der Gebäudekomplex, der als „Flare of Frankfurt“ vermarktet wird, sollte nach seiner Fertigstellung Ende 2018 Büros, ein Hotel, ein Boardinghouse, Eigentumswohnungen sowie im Erdgeschoss Geschäfte und Gastronomie beherbergen.
Die Redaktion der Frankfurter Rundschau saß von Juli 2005 an in Sachsenhausen und zog dann im September 2013 nach einem Insolvenzverfahren in neue Räumlichkeiten an der Mainzer Landstraße in unmittelbarer Nähe zur Zentrale der neuen Eigentümer Frankfurter Societät und Frankfurter Allgemeine Zeitung.